# Jürgen Zander (Soziologe)
Jürgen Zander (* 20. Mai 1939 in Saarbrücken) ist ein deutscher Soziologe und Handschriftenbibliothekar.

## Leben und Wirken
Jürgen Zander legte 1959 am Lessing-Gymnasium Frankfurt/M. seine Reifeprüfung ab. Sein Hochschulstudium begann er zunächst mit den Fächern Germanistik und Kunstgeschichte, wechselte dann aber auf die Gebiete Sozialwissenschaft, Politikwissenschaft und Philosophie und zwar an den Universitäten Frankfurt am Main, Marburg/L., Paris und Göttingen. Ab 1967/68 war er längere Zeit in einem Schulbuchverlag in Stuttgart tätig und promovierte 1978 an der Universität Marburg/L bei dem Soziologen Heinz Maus mit einer Dissertation über das Verhältnis von Max Weber zu Karl Marx. Im Jahre 1979 wurde er Mitarbeiter der Schleswig-Holsteinischen Landesbibliothek in Kiel. Bis zum Eintritt in den Ruhestand 2004 war er in der Handschriftenabteilung dieser Bibliothek tätig und beschäftigte sich dort vor allem mit der Erschließung der Nachlässe. Hierzu gehörte vor allem der Nachlass des Soziologen Ferdinand Tönnies, über den Zander zahlreiche Veröffentlichungen vorgelegt hat.

## Veröffentlichungen
- Das Problem der Beziehung Max Webers zu Karl Marx. Haag und Herchen, Frankfurt am Main 1978, ISBN 3-88129-150-4 (= Dissertation Universität Marburg/L.).
- Ferdinand Tönnies und Friedrich Nietzsche. In: Lars Clausen, Franz Urban Pappi (Hrsg.): Ankunft bei Tönnies. Soziologische Beiträge zum 125. Geburtstag von Ferdinand Tönnies. Mühlau, Kiel 1981, ISBN 3-87559-038-4, S. 185–227.
- Ferdinand Tönnies (1855–1936). Nachlass, Bibliothek, Bibliographie. Schleswig-Holsteinische Landesbibliothek, Kiel 1980.
- (Hrsg.): Ferdinand Tönnies / Die Tatsache des Wollens. Aus dem Nachlass hrsg. u. eingeleitet (= Beiträge zur Sozialforschung. Bd. 1). Duncker & Humblot, Berlin 1982, ISBN 3-428-05242-0.
- Katalog des Nachlasses von August D. Twesten (1798–1876). Schleswig-Holsteinische Landesbibliothek, Kiel 1985.
- Pole der Soziologie: Ferdinand Tönnies und Max Weber. In: Sven Papcke (Hrsg.): Ordnung und Theorie. Beiträge zur Geschichte der Soziologie in Deutschland. Wissenschaftliche Buchgesellschaft, Darmstadt 1986, ISBN 3-534-09098-5, S. 335–350.
- Sieg der Vernunft? Ferdinand Tönnies' Konfrontation mit dem Nationalsozialismus. In: Dieter Lohmeier, Renate Paczkowski (Hrsg.): Landesgeschichte und Landesbibliothek. Studien zur Geschichte und Kultur Schleswig-Holsteins. Hans F. Rothert zum 65. Geburtstag. Boyens, Heide 2001, ISBN 3-8042-1094-5, S. 171–190.
- Die Pilgerfahrt zu Stein. Lorenz von Stein als Soziologe (= Quellen zur Verwaltungsgeschichte. Bd. 17). Lorenz-von-Stein-Institut für Verwaltungswissenschaft, Kiel 2002, ISBN 3-9807379-9-3.
- Die gesellschaftliche Bestimmung des Menschen. Lorenz von Stein und Ferdinand Tönnies (= Quellen zur Verwaltungsgeschichte. Bd. 18). Lorenz-von-Stein-Institut für Verwaltungswissenschaft, Kiel 2002, ISBN 3-936773-03-3.
- Ferdinand Tönnies und seine Beziehung zu Arthur Schopenhauer und Max Weber. In: Tönnies-Forum. Bd. 13, H. 1, 2004, S. 5–15.
- mit Brigitte Zander-Lüllwitz (Hrsg.): Ferdinand Tönnies Gesamtausgabe. Bd. 23, Teilband 2: 1919–1936: Nachgelassene Schriften. de Gruyter, Berlin/New York 2005, ISBN 3-11-018688-8.[4]
- mit Cornelius Bickel: "... als käme er aus einer anderen Welt". Ein Gespräch mit Käte Bröcker-Oltmanns (= Rostocker phänomenologische Manuskripte. H. 33). Universität Rostock / Institut für Philosophie 2020, ISBN 978-3-86009-394-8.
- Individuelles Unglück aus sozialem Verlassensein. Zur Analogie des Grundgedankens im Werk von Theodor Storm und Ferdinand Tönnies. In: Rolf Fechner, Arno Bammé (Hrsg.): Der Dichter und der Soziologe. Zum Verhältnis zwischen Theodor Storm und Ferdinand Tönnies. (= Tönnies im Gespräch. Bd. 14). Profil-Verlag, München 2023, ISBN 978-3-89019-797-5, S. 49–72.